# Kirche Heiliges Herz Jesu (Fontana)

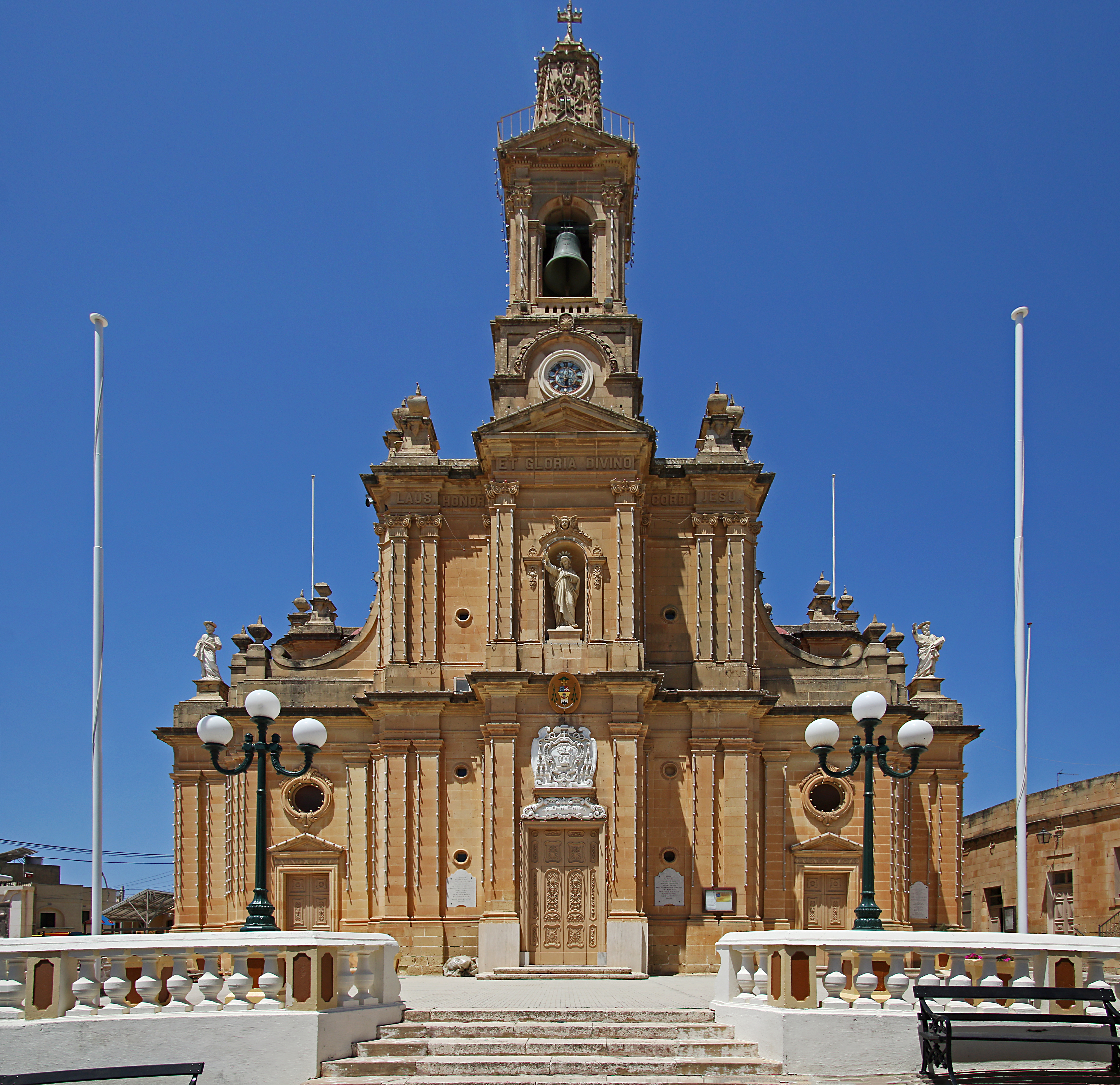
Die Hl.-Herz-Jesu-Kirche (2016)

Die Kirche Heiliges Herz Jesu (maltesisch Knisja Parrokjali tal-Qalb ta’ Ġesu, englisch Parish Church of the Sacred Heart of Jesus) ist die römisch-katholische Pfarrkirche von Fontana auf der maltesischen Insel Gozo. Sie ist im National Inventory of the Cultural Property of the Maltese Islands unter der Nummer 942 verzeichnet und steht als Grade-1-Bauwerk unter Denkmalschutz.

## Geschichte
Der Grundstein für die Kirche wurde am 29. Januar 1893 gelegt. Am 29. Januar 1905 wurde sie durch Bischof Giovanni Maria Camilleri dem Heiligsten Herzen Jesu geweiht. Am 27. März 1911 erhob Camilleri Fontana zur eigenen Pfarrei.

## Bauwerk
Die Westfassade ist durch einfache Pfeiler gegliedert. Der Haupteingang wird dabei durch dorische Pilaster betont, hinter denen weitere, zurückgesetzte Pilaster den Blick nach außen lenken. Auf jeder Seite befindet sich ein Nebeneingang, die jeder mit flachen Laibungen, einem Dreiecksgiebel und einem runden Fenster darüber versehen sind.
Über die gesamte Fassade verläuft ein schlichter Sims. Die Abgrenzung zwischen dem unteren und dem oberen Geschoss der Fassade wird durch einfache Muster im unteren Geschoss hergestellt, während die Verzierungen im Obergeschoss – besonders die der Kapitelle – feiner ausgeführt sind. Eine weitere Plinthe bildet ein zurückspringendes Gebälk im obersten Teil und ein Dreiecksgiebel über dem Haupteingang. Ferner steht in einer Nische über dem Haupteingang eine Statue Christi, dem die Kirche gewidmet ist. In diesem Bereich gibt es auch kugelförmige steinerne Verzierungen, aus denen der Glockenturm in der Mitte der Fassade hervorragt.

## Ausstattung
Der Altar zeigt in einer Arbeit von Giuseppe Calì das Heiligste Herz Jesu. Am 18. Juni 1993 wurde im Beisein von Bischof Nikol Joseph Cauchi dem Altar eine goldene Krone aufgesetzt.